# Raúl Mora
Raúl Mora (Madrid, 1973) es un realizador y montador audiovisual de series de televisión, videoclips, programas, documentales, anuncios y cortometrajes.

## Trayectoria
Mora estudió fotografía y después de trabajar como freelance varios años, comenzó su carrera profesional en televisión en Canal+ en 1995. Desde ese momento ha colaborado en el departamento de autopromociones y programas de empresas audiovisuales como Paramount Comedy Channel, AXN, TELSON, Via Digital, Canal +, Telecinco, Antena 3, Canal Satélite Digital o Globomedia. 
En 2006 se especializó en el montaje de ficción al colaborar con la productora Globomedia y desarrolla su carrera como montador cinematográfico también en otras productoras como Mediapro, 100 Balas y Adisar. En 2003 fundó Producciones Minúsculas, una pequeña compañía de producción audiovisual que sigue en activo. Entre sus trabajos se cuentan videoclips para Rosario Flores, Caetano Veloso, Miguel Poveda, Innocence y making ofs para El Deseo Producciones.

## Filmografía como montador

### Cine
- The best day of my life

### Series de televisión
- Aída
- Los Hombres de Paco
- Águila Roja
- El Barco
- Luna, el misterio de Calenda
- Vis a vis
- Anclados
- Bienvenidos al Lolita
- Pulsaciones
- Olmos y Robles
- El Accidente
- La casa de papel

### Vídeos musicales
- «No dudaría» de Rosario Flores
- «Soy Rebelde» de Rosario Flores
- «Yo quiero vivir» de Rosario Flores
- «Estoy cambiando» de Rosario Flores
- «Cuéntame qué te pasó» de Rosario Flores
- «Mi son» Rosario Flores y  Juan Luis Guerra
- «Y si fuera ella» Marta Sánchez
- «Innocence in concert» DVD Innocence[3]